# Oxymore (album)
Pour les articles homonymes, voir Oxymore et Oxymoron.
Albums de Jean-Michel Jarre
Amazônia
(2021)
Singles
1. Brutalism
Sortie : 30 août 2022
2. Brutalism Take 2
Sortie : 9 septembre 2022

Oxymore est un album studio de Jean-Michel Jarre sorti en 2022. Il s'agit d'un album-concept rendant hommage à Pierre Henry, précurseur de la musique concrète.

## Historique
Jean-Michel Jarre annonce ce nouvel album en juillet 2022. Le projet est présenté comme une œuvre audio immersive et innovante, à l'instar de la version binaurale de son précédent opus Amazônia sorti l'année précédente. Dans un communiqué de presse, le compositeur explique :

« Placer des sons à 360 degrés dans l’espace comme des objets autour de soi est une manière complètement différente de composer, qui révolutionne la conception, la production et la diffusion de la musique de demain. Cette œuvre m’est d’autant plus personnelle que j’ai réalisé la version immersive dans le Studio Innovation de Radio France qui a accueilli le GRM et la musique électroacoustique dès l’origine, vers le milieu du siècle dernier. C’est aussi une façon de saluer l’action du service public français, qui a toujours été un défricheur sur le plan sonore,. »

Jean-Michel Jarre utilise ici des sons légués par Pierre Henry, pionnier de la musique concrète et expérimentale.

## Singles
Le premier single, Brutalism,  est dévoilé en août 2022. 
En septembre 2022 sort le titre Brutalism Take 2 collaboration avec Martin Gore de Depeche Mode. Jean-Michel Jarre déclare : « C’est un titre résolument brut. J’ai voulu créer une ambiance apocalyptique. Un genre de Big Bang de la techno berlinoise, avec un côté punk comme lorsque ce courant a explosé là-bas, une atmosphère sans doute due aux vestiges de la guerre [...] Martin Gore est l’un des compositeurs de musique électronique les plus éclectiques. Sa patte unique sur « Brutalism Take 2″ le montre bien. Ce fut un réel plaisir de collaborer avec toi Martin ! ». Il est précisé que le titre ne sera pas inclus sur l'album : « Parallèlement à Oxymore, j’ai fait des singles aussi bien avec des artistes jeunes qu’établis. Je vous réserve quelques surprises dans le lot. Les collaborations ne figureront pas sur l’album, et ne sont pour l’instant prévues qu’en streaming et en téléchargement. »

## Oxyville
En parallèle à la sortie de l'album, Jean-Michel jarre développe Oxyville, un monde virtuel et métavers immersif. Il est décrit par l'artiste comme « une métropole virtuelle dédiée aux concerts live et à la musique [...] un vivier de nouvelles expériences musicales, ainsi qu’un moyen de démocratiser de nouveaux outils de production pour les jeunes créateurs,. »

## Liste des titres
Toute la musique est composée par Jean-Michel Jarre avec des éléments de Pierre Henry.
| 1.    | Agora              | 1:34 |
| 2.    | Oxymore            | 4:45 |
| 3.    | Neon Lips          | 4:27 |
| 4.    | Sonic Land         | 6:01 |
| 5.    | Animal Genesis     | 5:46 |
| 6.    | Synthy Sisters     | 3:20 |
| 7.    | Sex in the Machine | 5:45 |
| 8.    | Zeitgeist          | 3:06 |
| 9.    | Crystal Garden     | 4:09 |
| 10.   | Brutalism          | 4:41 |
| 11.   | Epica              | 5:25 |
| 49:02 |                    |      |

## Oxymoreworks
En septembre 2023, Jean-Michel Jarre annonce la sortie Oxymoreworks, un mini-album de 9 titres rassemblant des remixes de titres Oxymore, en collaboration avec plusieurs artistes comme Nina Kraviz, Brian Eno ou encore Martin L. Gore de Depeche Mode.

« Oxymore occupait une place particulière dans mon cœur, car il s’agissait d’un voyage sonore vraiment unique. En collaborant avec d’autres artistes, comme sur Electronica, j’ai cherché à donner une nouvelle perspective à ma musique. J’ai tendu la main à des musiciens dont les différents talents allaient, selon moi, insuffler une dimension intrigante à chaque morceau. Oxymoreworks est un hommage à l’art collaboratif ; un recueil vibrant de dialogues musicaux. »

— Jean-Michel Jarre, 2023
Ce recueil de remixes est publié le 3 novembre 2023.
| 1. | Brutalism Take 2          | Martin L. Gore   | 5:01 |
| 2. | Epica Extension           | Brian Eno        | 4:30 |
| 3. | Brutalism Reprise         | Deathpact        | 4:29 |
| 4. | Epica Take 2              | French 79        | 5:33 |
| 5. | Synthy Sisters Take 2     | Adiescar Chase   | 3:11 |
| 6. | Epica Maxima              | Armin van Buuren | 5:18 |
| 7. | Sex in the Machine Take 2 | Nina Kraviz      | 5:06 |
| 8. | Zeitgeist Take 2          | NSDOS            | 5:14 |
| 9. | Zeitgeist Botanica        | Irène Drésel     | 5:50 |